# وسلا (ناحیه پلهریموف)
وسلا (به چکی: Veselá) یک منطقهٔ مسکونی در جمهوری چک است که در ناحیه پلهریموو واقع شده‌است. وسلا ۸٫۶۸ کیلومتر مربع مساحت و ۲۳۳ نفر جمعیت دارد و ۶۲۱ متر بالاتر از سطح دریا واقع شده‌است.